# Aretas III
Aretas III (en árabe: حارثة‎, transliterado Haritha) fue el rey de los nabateos desde c. 85 a. C. a 62 a. C. Aretas ascendió al trono tras la muerte de su padre, Obodas I, en 85 a. C. Durante su reinado expandió su reino sobre lo que ahora es la zona norte de Jordania, el sur de Siria y parte de Arabia Saudita. Probablemente la mayor de las conquistas de Aretas fue Damasco, que aseguró formalmente a su país como un poder político de su tiempo. Nabatea alcanzó su mayor extensión territorial gracias a su liderazgo.

## Conquista de Damasco
Damasco era atravesada por la principal ruta comercial desde el mar Mediterráneo a la India y Oriente Medio. Con la toma de la ciudad al debilitado Imperio seléucida en 85 a. C., Aretas convirtió a los nabateos de una tribu nómada en una potencia menor en Eurasia. En un intento de dejar atrás su pasado nómada, Aretas se llamó a sí mismo Aretas III Filoheleno (amigo de los griegos). Ordenó que las cecas de Damasco produjeran las primeras monedas de plata nabateas en un estilo helénico y con su nombre en griego en lugar del árabe. Para reforzar aún más la nueva cultura de los nabateos, Aretas se esforzó para que la arquitectura griega y romana reformara la capital de su reino, Petra, y otros nuevos asentamientos, como Humayma, incluido además un acueducto de 26,8 kilómetros. El dominio nabateo de Damasco se interrumpió en 72 a. C. cuando el rey armenio Tigranes II tomó la ciudad. La posesión armenia de la ciudad concluyó en 69 a. C., cuando Tigranes sacó tropas para hacer frente a un ataque romano sobre su capital, lo que permitió a Aretas volver a tomar Damasco.

## Hircano y el trono de Judea
En 67 a. C., Hircano II ascendió al trono de Judea. Apenas tres meses más tarde, su hermano menor Aristóbulo II incitó una rebelión, y lideró exitosamente el levantamiento que derrocó a Hircano y le permitió tomar los cargos de rey y sumo sacerdote. Hircano fue confinado en Jerusalén, donde continuó recibiendo ingresos de su último cargo. Sin embargo, temía por su vida y huyó a Petra para aliarse con Aretas, al que prometió que las ciudades árabes tomadas por los asmoneos volverían a Nabatea serían devueltas por su consejero jefe, Antípatro de Idumea.
Aretas avanzó hacia Jerusalén a la cabeza de 50.000 hombres, asediándola durante varios meses. Finalmente, Aristóbulo sobornó a Marco Emilio Escauro, delegado del general Cneo Pompeyo Magno. Escauro ordenó a Aretas retirar su ejército, que sufrió una aplastante derrota a manos de Aristóbulo en el viaje de regreso a Nabatea.
A pesar de la sumisión de Aretas, en 62 a. C. Escauro marchó sobre Petra. Sin embargo, la combinación de los terrenos difíciles, pocos suministros y una oportunidad de hacerse con el Ponto tras el suicidio de Mitrídates VI, obligó a Escauro a enviar a Hircano, ahora sumo sacerdote y etnarca (pero no rey) de Judea, a firmar la paz con Aretas. El sitio se levantó a cambio de varios cientos de talentos de plata al mismo Escauro y el reconocimiento de la supremacía romana sobre Nabatea. Aretas conservaría los territorios y posesiones nabateos, pero se convirtió en un vasallo de la República romana.